# Aleksandr Koltxak
Aleksandr Vassílievitx Koltxak (en rus: Александр Васильевич Колчак), (1874-1920), fou explorador del Pol Nord, i, com a oficial de la marina russa, va lluitar en la Guerra Russo-Japonesa i en la Primera Guerra Mundial. Durant la Guerra Civil Russa establí un govern anticomunista a Sibèria i, de 1918 a 1920, aconseguí ser reconegut com a «Governant Suprem i Comandant en Cap de les forces terrestres i marítimes de Totes les Rússies» per altres dirigents dels Exèrcits Blancs. El seu govern tenia la seu a Omsk, a la part sud-occidental de Sibèria.
Durant un any i mig, l'almirall Koltxak fou reconegut internacionalment com el cap del govern de Rússia; tanmateix, no va reeixir a unir els nombrosos, però dispersos, enemics del règim bolxevic, sorgit del triomf de la Revolució d'Octubre, fracàs que resultà, en part, de la seva negativa a col·laborar amb l'esquerra no bolxevic (menxevics, solcialrevolucionaris) i a concedir autonomia a les minories nacionals, com també de la seva excessiva confiança en l'ajuda de l'estranger. Quan les seves tropes foren derrotades per l'Exèrcit Roig, va ser traït i lluirat als bolxevics locals que l'executaren.

## Biografia

### Primers anys i formació
Aleksandr Koltxak va néixer a Sant Petersburg el 4 de novembre [[[16 de novembre]] del calendari gregorià] de 1874 dins d'una família de la petita noblesa russa 
(d'origen moldau).
El seu pare era un general retirat de l'artilleria marina, veterà del Setge de Sebastopol, que treballava com a enginyer a la rodalia de Sant Petersburg. Ja des del principi, al jove Aleksandr se'l va educar per fer carrera a la marina; el 1894, va graduar-se com a cadet i va unir-se al 7è Batalló Naval; aviat, se'l destinà a les regions de l'extrem orient de l'Imperi Rus, on, entre 1895 i 1899, serví a Vladivostok, però després va ser traslladat a Kronstadt, a la Rússia occidental.
El 1900, va participar com a hidròleg en l'expedició al Pol Nord del vaixell Zarya, dirigida per Eduard Toll; després de moltes peripècies, el desembre de 1902, Koltxak va deixar l'expedició, mentre que Toll i tres exploradors més van continuar nord enllà i acabaren perdent-se. Després, va participar en altres viatges a l'Àrtida, i, per això, se'l va arribar a conéixer pel motiu de Koltxak el polar; amb aquestes exploracions, va guanyar la màxima condecoració de la Societat Geogràfica Russa.
Els seus plans de dirigir-se a Sant Petersburg per casar-s'hi amb la seva promesa Sofia Omirova va haver de canviar-los dràsticament quan, no gaire lluny d'Irkutsk, li va arribar la notícia de l'esclat de la guerra contra el Japó; llavors, va haver de telegrafiar a la seva promesa i al seu sogre perquè es traslladessin a la Sibèria, on la boda tindria lloc abans que ell s'hagués de dirigir al seu destí: Port Arthur; en els primers moments de la Guerra, va servir com a oficial al creuer Askold, i, després, va dirigir el destructor Serdityi. Va fer unes quantes expedicions nocturnes per col·locar mines marines, una de les quals va enfonsar el creuer japonès Takasago, motiu pel qual fou condecorat amb l'Orde de Santa Anna de quarta categoria. Durant el Setge de Port Arthur (agost de 1904-gener de 1905), va rebre el comandament d'una unitat de l'artilleria costanera; al final de la batalla, fou ferit i dut presoner pels japonesos a Nagasaki; va estar-s'hi reclòs només durant quatre mesos perquè la seva mala salut, concretament el reuma que havia agafat en les seves expedicions polars, van fer que se'l repatriés abans que s'hagués acabat la Guerra. A Rússia, van concedir-li l'Espasa Daurada de Sant Jordi amb la inscripció «Per la seva valentia».
A partir de l'abril de 1905, Koltxak, ascendit a sots-comandant, va estar-se a Sant Petersburg, on va prendre part en la reconstrucció de la Flota Imperial Russa, gairebé anihilada durant la Guerra. Va servir a l'Estat Major Naval des del 1906, col·laborant en l'elaboració d'un programa de construcció de vaixells, com també en la millora de les defenses de Sant Petersburg i del Golf de Finlàndia. També va participar en el disseny dels vaixells trencaglaç Taimyr i Vaigach, botats el 1909 i 1910, els quals, sortint de Vladisvostok, foren usats en l'expedició cartogràfica a l'Estret de Bering i al Cap Dezhnev. Koltxak va dirigir el Vaigach i, després, usà el material obtingut amb les seves obervacions per als seus treballs en l'Acadèmia de Ciències; el seu estudi, Els gels de Kara i dels mars de la Sibèria van ser publicats per l'Acadèmia de Ciència i encara es considera l'obra més important en aquest tema; alguns extractes van ser publicats sota el títol «The Arctic Pack and the Polynya» a l'obra publicada el 1929 per la Societat Geogràfica Americana Problems of Polar Research. El 1910, va tornar a l'Estat Major Naval i, el 1912, el destinaren a la Flota del Bàltic.

### La I Guerra Mundial
En esclatar la I Guerra Mundial, Koltxak pertanyia a la tripulació del vaixell Пограничник (Pogrànixnik 'Guàrdia fronterera') des del qual supervisava l'establiment d'una línia defensiva mitjançant la creació d'un camp de mines, i, a més, era el comandant de les forces navals del Golf de Riga. El seu superior, l'almirall Nikolai Essen, considerà inadequat limitar-se a tasques defensives i, per això, va ordenar-li preparar un pla d'atac a les bases navals alemanyes. Durant la tardor de 1914 i l'hivern següent, destructors i creuers russos realitzaren tot un seguit de perilloses operacions nocturnes per col·locar mines a les entrades dels ports alemanys de Kiel i Danzig; com que li semblava que l'home responsable d'haver planificat les operacions havia de participar personalment en la seva execució, Koltxak sempre navegava en els vaixells que duien a terme aquestes accions i, a vegades, va assumir el comandament directe de les flotes de destructors.
L'agost de 1916, va ser ascendit a vicealmirall, l'oficial més jove a atènyer aquest grau, i el nomenaren comandant de la Flota del Mar Negre, succeint en el càrrec l'almirall Andrei Eberhardt; la seva missió consistia a col·laborar amb els atacs del general Iudénitx en els seus atacs contra l'Imperi Otomà, com també a enfrontar-se als U-Boot alemanys i planejar una invasió del Bòsfor que, en realitat, mai no es va poder dur a terme. La flota de Koltxak va aconseguir enfonsar uns quants vaixells de càrrega turcs que transportaven carbó, cosa que causà greus problemes als otomans, ja que no hi havia pas línies ferroviàries que unissin les mines de carbó de l'est de Turquia amb Constantinoble; el 1916, en una operació conjunta de la marina i de l'exèrcit de terra, la Flota del Bàltic va tenir un paper destacat en l'ocupació de Trebisonda pels russos. D'altra banda, però, el 7 d'octubre de 1916, el vaixell de guerra rus Императрица Мария (Imperatritsa Maria ‘Emperadriu Maria’) va enfonsar-se, a causa d'una explosió, al port de Sebastopol, i la investigació no va ser capaç de determinar si es va tractar d'un accident o bé d'un sabotatge.

### La Revolució
El triomf de la Revolució de Febrer va dur a la pèrdua de la disciplina en l'exèrcit rus, on les desercions massives i els motins esdevingueren un fet habitual, que, com és lògic, també s'esdevingueren a la Flota del Bàltic, la situació de la qual va convertir-se en un caos. Koltxak va ser rellevat del comandament de la flota el juny de 1917, i a Petrograd fou convidat a una reunió del Govern Provisional, en la qual va exposar les seves opinions sobre la situació de les forces armades; segons ell, Rússia només podia salvar-se si es restablia una estricta disciplina en l'exèrcit, cosa que implicava restaurar la pena de mort en les forces de terra i en la marina. Aleshores, en els cercles conservadors, es va començar a parlar de Kòltxak com un possible dictador capaç de tornar a l'ordre perdut després de l'abdicació del Tsar; per això, alguns grups que conspiraven per eliminar els partits d'esquerres van demanar-li que els dirigís; davant dels rumors difosos sobre aquesta mena de conxorxes, Aleksandr Kérenski, aleshores ministre de marina del Govern Provisional, va enviar Koltxak als EUA, on l'almirall James H. Glennon, membre de la missió dirigida pel senador Elihu Root, va convidar-lo per informar la marina americana sobre la situació estratègica del Bòsfor; en realitat, però, aquest viatge no va servir de res perquè quan Koltkak va arribar als EUA, els americans ja havien abandonat la idea de dur a terme cap mena d'acció als Dardanels; per això, després de visitar la flota americana, va decidir tornar-se'n cap a Rússia per la ruta del Japó.

### La Guerra Civil Russa

#### El retorn a Rússia
Procedent del Japó i de la Xina, on estava el novembre de 1917, Koltxak va arribar a Vladivostok el 1918; en assabentar-se de la presa del poder pels bolxevics a Petrograd, va oferir-se com a voluntari a l'Exèrcit Britànic per continuar la lluita contra els imperis centrals, en la qual se sentia del tot implicat, ja que considerava deshonrós per a Rússia l'abandó dels seus compromisos amb els Aliats; en un principi, els britànics van pensar d'enviar-lo a Mesopotàmia però, després, van considerar que seria més útil que lluités a Rússia contra el govern de Lenin, el qual, el 3 de març de 1918, mitjançant el Tractat de Brest-Litovsk, havia fet la pau amb els Imperis Centrals; evidentment, si es liquidava el règim bolxevic, és a dir, si en la guerra civil que haviat començat a Rússia a principis de 1918, els blancs derrotaven els rojos, es podria aconseguir que Rússia tornés a la Guerra al costat dels Aliats.

#### Governant Suprem
A Omsk (Sibèria), Koltxak va acceptar un càrrec de ministre en el Govern Provisional de Sibèria instituït per russos blancs que confiaven en la bona relació que tenia amb els britànics, principalment amb el general Alfred Knox, cap de la missió militar del Regne Unit. Aquest govern provisional, però, no tenia gens de suport popular i, el novembre de 1918, els britànics l'enderrocaren instigant un cop d'estat. Koltxak va tornar a Omsk el dia 16, i, dos dies després, tots els dirigents socialrevolucionaris van ser detinguts; els altres membres de l'antic gabinet ministerial es reuniren i elegiren Koltxak cap de govern amb poders extraordinaris; així, va ser nomenat Governant Suprem i fou ascendit a almirall. D'altra banda, els socialrevolucionaris detinguts van ser expulsats de Sibèria i molts d'ells acabaren exiliats a Europa. Segons el manifest que va adreçar al poble:
«El govern provisional de Siberia s'ha acabat. El Consell de Ministres, dipositari de tot el poder, m'ha investit a mi, l'almirall Aleksandr Koltxak, amb aquest poder. He acceptat aquesta responsabilitat en les excepcionalment difícils circumstàncies de guerra civil i de completa desorganització del país, i ara faig saber que no seguiré pas ni el camí dels reaccionaris ni el camí mortal de les lluites de partit. El meus principal objectius són l'organització d'una força de combat, l'enderrocament del bolxevisme i l'estabilment de la llei i l'ordre, per tal que el poble rus pugui ser capaç d'elegir una forma de govern d'acord amb els seus desitjos i per dur a terme els nobles ideals de llibertat. Us crido a vosaltres, ciutadans, a unir-vos i sacrificar-ho tot, si cal, en la lluita contra el bolxevisme».
Els dirigents de la facció esquerrana dels socialrevolucionaris, que van rebutjar Koltxak i cridaren a assassinar-lo, provocaren una petita revolta a Omsk el 22 de desembre de 1918, aviat sufocada pels cosacs i per la Legió Txecoslovaca, les quals van executar sumàriament uns cinc-cents rebels. Immediatament, els socialrevolucionaris van obrir negociacions amb els bolxevics i, el gener de 1919, l'Exèrcit Popular Socialrevolucionari va unir-se a l'Exèrcit Roig. Per la seva banda, Koltxak va perseguir sempre els revolucionaris i els socialistes de les diferents faccions. El 3 de desembre de 1918, el seu govern va promulgar un decret establint la pena de mort per als qui intentessin assassinar el Governant Suprem o enderrocar el seu govern; a més, els insults, escrits o orals, es castigaven amb presó, el sabotatge de l'administració comportava pena de treballs forçats durant quinze o vint anys.
Segons la regulació número 428, titulada «Sobre els perills per l'ordre públic a causa dels vincles amb la Revolta Bolxevic», decretada l'11 d'abril de 1919 i publicada a la Gaseta d'Omsk (núm. 188, del 19 de juliol de 1919), es podia condemnar a cinc anys de presó a tota persona considerada perillosa per a l'ordre públic arran dels seus vincles, de qualsevol mena, amb els bolxevics. Si algú tornava clandestinament de l'exili, se li podia imposar una pena d'entre quatre i vuit anys de treballs forçats. A més, l'empresonament, els treballs forçats o la pena de mort els podien decretar tribunals militars sense necessitat de dur a terme cap mena d'investigació judicial.
El govern de Koltxak va reconéixer el deute exterior rus, va restituir als seus propietaris empreses i finques col·lectivitzades, va fer concessions a inversors estrangers, dissolgué els sindicats i els soviets així com va perseguir marxistes; diferents fonts el culpen d'haver recorregut a l'ús del terror com ara haver fet arrasar pobles sencers.

#### Les campanyes militars
Com que sempre havia estat a la marina, Kotxkak desconeixia les tècniques de combat en terra i, per això, va deixar la planificació estratègica en mans del seu estat major. L'agost del 1918 fou ocupada temporalment per la Legió txecoslovaca d'Aleksandr Koltxak i recuperada al setembre per l'exèrcit roig. A finals de desembre de 1918, l'exèrcit del nord, dirigit pel rus Anatoli Pepeliàiev i pel txecoslovac Rudolf Gajda, va prendre Perm, que es convertí en una base d'operacions per als atacs que es planejaren contra Arkhànguelsk, Ufà, Samara i Saràtov. Els blancs van apoderar-se d'Ufa el març de 1919 des d'on es dirigiren cap a Kazan i s'acostaren a Samara, a prop del Volga; aquests avenços van veure's afavorits per les insurreccions anticomunistes de Simbirsk, Kazan, Viatka i Samara; a més, la retirada de l'Exèrcit Roig, que semblava incapaç de combatre, va permetre als blancs arribar fins a una línia que unia Glazov amb Uralsk passant per Orenburg; el govern de Koltxak controlava, doncs, un territori de 300,000 km² habitat per uns set milions de persones.
Si l'abril de 1919, el govern bolxevic podia sentir-se amençats pels triomfs de Koltxak a la Sibèria, la situació va començar a canviar amb el desglaç primaveral. No sols l'exèrcit blanc havia avançat més enllà de les seves línies d'aprovisionament i estava exhaust, sinó que, a més, l'Exèrcit Roig va disposar de noves tropes.
D'altra banda, Koltxak va enemistar-se amb potencials aliats com ara la Legió Txecoslovaca i la Divisió Polonesa; a part d'això, el general Maurice Janin, cap de la missió militar francesa a Siberia, recelava de Koltxak perquè el trobava massa proper als britànics i també rebutjava la seva negativa a col·laborar amb els socialrevolucionaris. Amb els japonesos tampoc no hi podia comptar perquè el veien com un obstacle als seus plans d'apoderar-se de l'extrem oriental de l'Imperi Rus. El general americà William S. Graves desaprovava el govern de Koltxak per mostrar-se monàrquic i autoritari, una opinió compartida pel president Woodrow Wilson; per això, les tropes de Graves es limitaren a garantir el funcionament del Transsiberià evitant sempre implicar-se en «afers interns russos».
Durant l'estiu de 1919, partisans de la regió d'Altai aconseguissin organitzar l'Exèrcit Roig dels Pagesos de la Sibèria Occidental, format per uns vint-i-cinc mil homes, o que a, principis de 1919, es constituís al sud-est de Ienisseisk la República Soviètica Partisana de Taseev. Cap a la tardor de 1919, la rereguarda dels dominis de Koltxak començava a esfondrar-se, abans fins i tot de l'arribada de l'Exèrcit Roig, i el febrer de 1920, els partisans van apoderar-se de la regió de l'Amur
.
Els txecs i els francesos acaben bloquejant la línia del transsiberià i entreguen a Koltxak als bolxevics a Irkustk. Sense cap pietat, els comunistes afusellen l'almirall el 7 de febrer de 1920 junt amb la seva amant.

## L'epopeia per salvar Koltxak
No tothom abandona a Koltxak en la seva retirada. Un grapat de fidels, en contra de tot i tothom, inicia una marxa desesperada on cobreixen la retirada fent front als bolxevics i enfilen cap allà on creuen que és l'almirall per alliberar-lo. El segueixen fins a Irkustk.
Els encapçala el fidel Kappel i el seu adjunt Vitzekhovski. Junts fan meravelles malgrat la fam, el tifus, la disenteria, l'esgotament i un fred aberrant. Fan marxes inhumanes i el mateix Kappel mor glaçat. Voitzekhovsky aconsegueix, però arribar a Irkustk i posar-li setge. Tot serà inútil car els bolxevics acceleren l'execució de Koltxak. Vitzekhovski aixecarà el setge i es retirarà fins al llac Baikal duent els seus homes a la frontera amb Xina. Allà els alliberarà del compromís pres en enrolar-se. Alguns marxaran a Manxúria o Harbin on encara bateguen els darrers focus de resistència blanca.

## Koltxak rehabilitat
La figura de Koltxak és encara avui motiu de discussió a la societat russa. El moviment Fe i Pàtria reclama la seva total rehabilitació. El novembre de 2004 es va inaugurar un monument a Koltxak a la ciutat d'Irkutsk i entre 2001 i 2004 es publiquen, a Rússia, més de deu llibres sobre la figura de l'almirall. L'any 2005 s'erigeix un monument similar a Omsk i el govern institueix el 4 de novembre, data de naixement de Koltxak i d'una victòria russa sobre els polonesos, com a festa nacional en lloc del primer de maig. A l'escola de marina de Sant Petersburg, on Koltxak havia estudiat s'instal·la, entre molta polèmica, una placa en honor de l'almirall.
L'any 2008 el director de cinema rus Andrei Kravtxuk dirigeix un biopic (Admiral) sobre els darrers anys d'Aleksandr Koltxak, en el qual dona una visió humana i romàntica del militar, però que no és històricament rigorosa en alguns punts.